# Adin Vrabac
Adin Vrabac (Sarajevo, 27 januari 1994) is een Bosnisch-Servisch basketballer.

## Carrière
Vrabac maakte zijn debuut voor OKK Spars Sarajevo in het seizoen 2012/13 en speelde daarvoor in de derde klasse bij de tweede ploeg. Hij werd in februari 2013 uitgeleend aan derdeklasser KK Travnik. In het seizoen 2014/15 speelde hij bij het Duitse TBB Trier dat nadien bankroet ging. Hij speelde daarna twee seizoenen bij het Servische KK Partizan. Hij begon het seizoen 2017/18 bij het Spaanse CB Canarias maar eindigde het seizoen vanaf januari 2018 bij Het Duitse Hamburg Towers. In 2018 keerde hij terug naar Bosnië en tekende bij OKK Spars Sarajevo waar hij twee seizoenen speelde.
In 2020 tekende hij bij het Sloveense KK Krka waar hij een seizoen speelde. Voor het seizoen 2021/22 tekende hij bij het Oostenrijkse BC Vienna waarmee hij de landstitel en beker won, in de beker werd hij ook MVP. Hij tekende in de zomer van 2022 voor het Belgische Union Mons-Hainaut maar eindigde het seizoen vanaf februari 2023 bij de Franse tweedeklasser ALM Évreux Basket als vervanger van Paolo Marinelli. Hij verlengde er zijn contract voor het seizoen 2023/24.
In de zomer van 2024 tekende hij bij het Bosnische KK Bosna.
In 2015 maakte hij zijn debuut voor de Bosnische nationale ploeg.

## Erelijst
- Intercontinental Cup: 2017
- Sloveens bekerwinnaar: 2021
- Oostenrijks landskampioen: 2022
- Oostenrijks bekerwinnaar: 2022
- Oostenrijks beker MVP: 2022